# Sévaz
Sévaz – gmina (fr. commune; niem. Gemeinde) w Szwajcarii, w kantonie Fryburg, w okręgu Broye.

## Demografia
W Sévaz mieszka 318 osób. W 2020 roku 21,7% populacji gminy stanowiły osoby urodzone poza Szwajcarią.

## Transport
Przez teren gminy przebiegają autostrada A1 oraz droga główna nr 181.